# عادل غلامی

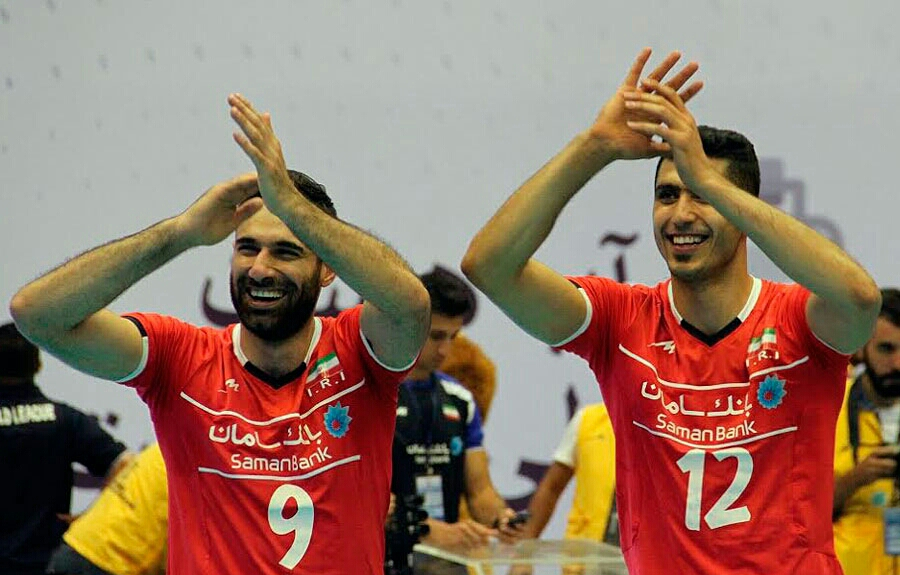
مجتبی میرزاجانپور (راست) - عادل غلامی (چپ)

عادل غلامی (زاده ۲۰ بهمن ۱۳۶۴ در آمل) بازیکن والیبال اهل ایران عضو سابق تیم ملی والیبال مردان ایران است.

## حرفه‌ای
غلامی والیبال را از سال هفتاد و نه از آموزشگاه‌های شهرش آغاز کرد. سال بعد همراه تیم آبفا آمل در سوپرلیگ، شرکت کرد و رسماً وارد دنیای والیبال شد. او سپس به تیم نارنجستان نور پیوست و در سال‌های بعد تیم‌های صنام، پیکان تهران، پگاه ارومیه، سایپا و کاله را همراهی کرد و در پگاه و سایپا بازی‌های قابل توجه‌ای به نمایش گذاشت. غلامی از رده نوجوانان، تیم ملی را همراهی می‌کرد و تا سال ۹۰ در تیم ملی ایران حضور داشت اما به دلیل بی‌احترامی و فحاشی به مربی و تماشاگران در بازی از تیم ملی کنار گذاشته شد. عادل غلامی با بازی‌های منسجم ولاسکو را مجبور به دعوت او به تیم ملی کرد، عادل غلامی در بازی‌های لیگ جهانی ۲۰۱۳ از ستارگان تیم ملی ایران بود و عملکرد خوبی در مسابقات قهرمانی آسیا و جام بزرگ قهرمانان جهان ۲۰۱۳ داشت. عادل غلامی از ارکان قهرمانی کاله در سال‌های ۱۳۹۰ و ۱۳۹۱ در لیگ برتر بود. غلامی پس از پس از پنج سال حضور در کاله و نایب قهرمانی در فصل ۹۳–۱۳۹۲، به میزان پیوست؛ و بعد به عضویت تیم بانک سرمایه درآمد. در طی سه سال حضورش در این تیم سه قهرمانی پیاپی در سوپرلیگ والیبال ایران بدست آورد. غلامی پس از ۵ سال حضور درخشان در تیم ملی والیبال، پس از یک مشاجره و درگیری لفظی با محمد موسوی و ترک جلسه تمرینی از تیم ملی خط خورد و مسعود غلامی جانشین وی شد. غلامی در ۱۹ دی ۱۴۰۱ از دنیای والیبال خداحافظی کرد.

## افتخارات

### ملی
- مدال طلا بازی‌های آسیایی ۲۰۱۴
- مدال طلا قهرمانی آسیا ۲۰۱۳
- مدال نقره بازی‌های آسیایی ۲۰۱۰
- مدال نقره قهرمانی آسیا ۲۰۰۹

### باشگاهی
- قهرمانی باشگاه‌های آسیا ۲۰۱۸ با خاتم اردکان
- قهرمانی باشگاه‌های آسیا ۲۰۱۶ و ۲۰۱۷ با بانک سرمایه
- نایب قهرمانی لیگ برتر والیبال ایران ۱۳۹۲ با کاله
- قهرمانی لیگ برتر والیبال ایران ۱۳۹۱ با کاله
- قهرمانی لیگ برتر والیبال ایران ۱۳۹۰ با کاله
- قهرمانی باشگاه‌های آسیا ۲۰۱۳ با کاله
- سومی باشگاه‌های آسیا ۲۰۱۲ با کاله
- دومی و سومی لیگ برتر والیبال ایران ۱۳۸۸ و ۱۳۸۹ با کاله

### فردی
- بهترین مدافع میانی بازی‌های آسیایی ۲۰۱۰
- بهترین مدافع میانی قهرمانی باشگاه‌های آسیا ۲۰۱۲
- بهترین مدافع میانی قهرمانی باشگاه‌های آسیا ۲۰۱۸